# Boljun
 Boljun  (olaszul: Bogliuno) falu Horvátországban, Isztria megyében. Közigazgatásilag települések Lupoglavhoz tartozik.

## Fekvése
Az Isztriai-félsziget északkeleti részén, Buzettól 16 km-re délkeletre, Abbáziától 16 km-re délnyugatra, községközpontjától 7 km-re délkeletre a Boljunšćica-patak völgyében egy kisebb magaslaton, egy történelem előtti település helyén fekszik. Területén, egy termékeny mezőn halad át a Lupoglavról Pazra menő helyi út.

## Története
A régészeti leletek tanúsága szerint területe már a történelem előtti időkben is lakott volt. Legnagyobb része lakott volt római korban is, majd a kora középkorban vár épült ide. Ennek falai még ma is állnak. A 9. – 10. századból egy fonatos díszítményes kőtöredék került itt elő. A vár előtti téren a "Kašća", a tizedszedők raktára állt, földszintjén árkádos loggiával. A várat 1102-ben „Bagnoli” néven említik először amikor az isztriai őrgrófságtól az aquileai pátriárka fennhatósága alá került és egészen a 14. századig oda tartozott. Ezután a pazini grófság része volt, hűbérurai a Turrini, Eberstein, Devinski, Wachsensteiner és Elacher családok voltak. Az 1498-as urbárium „Vijnal” néven említi. Fontos stratégiai helyzeténél fogva (az Učka-hegység, a Pazini-medence és a Raša-folyó völgyét összekötő utakat ellenőrizte) a 16. és 17. században többször érte támadás.
A település a vártól északra a hosszúkás dombtetőn fejlődött ki és a 13. században már városias településnek számított. Ekkor alakult ki Boljun régi magja. A 14. és 15. században lakosságának egy része a török elől Boszniából menekült ide. Virágkorát a 15. és 17. század között élte, amikor mintegy 130 család élt itt. A 18. században épült meg az isztriai Jozefinának nevezett Učka - Vranja - Boljun - Paz – Pazin út. Középkori falait a 19. századig lebontották, de a déli nagy kapu a “Vela vrata” még sokáig állt. A település magja mai képét a 19. században kapta. Boljunnak 1857-ben 759, 1910-ben 426 lakosa volt. A fő utca a domb hosszában húzódik és a fő tér máig megtartotta középkori karakterét. A település középkori magjának egy része, az egykori városkapu és a vár közti házsor nagyon rossz állapotban van. 2011-ben 83 lakosa volt.

## Lakosság
| Lakosság változása | Lakosság változása | Lakosság változása | Lakosság változása | Lakosság változása | Lakosság változása | Lakosság változása | Lakosság változása | Lakosság változása | Lakosság változása | Lakosság változása | Lakosság változása | Lakosság változása | Lakosság változása | Lakosság változása | Lakosság változása |
| ------------------ | ------------------ | ------------------ | ------------------ | ------------------ | ------------------ | ------------------ | ------------------ | ------------------ | ------------------ | ------------------ | ------------------ | ------------------ | ------------------ | ------------------ | ------------------ |
| 1857               | 1869               | 1880               | 1890               | 1900               | 1910               | 1921               | 1931               | 1948               | 1953               | 1961               | 1971               | 1981               | 1991               | 2001               | 2011               |
| 759                | 785                | 538                | 461                | 448                | 426                | 723                | 708                | 316                | 193                | 170                | 123                | 106                | 84                 | 73                 | 83                 |

## Nevezetességei
- Boljun középkori várának romjai[4] a település délkeleti részén találhatók. A vár a szakemberek szerint 1000 körül épült. A falak és a torony maradványai ma is emeletnyi magasságban állnak. A vár a horvát kulturális örökség része.
- A tizedszedők raktára, földszinti árkádos loggiával.
- A település glagolita feliratos kőemlékeiről is ismert, tíz ilyen felirattal rendelkezik. Kulturális örökségéhez tartoznak még a kézzel írt anyakönyvek és a testvériségek könyvei az 1590 és 1641 közötti időszakból, különösen a Boljuni krónika.
- Szent György tiszteletére szentelt plébániatemploma egyhajós épület késő gótikus sokszögzáródású szentéllyel a 16. században épült a korábbi plébániatemplom helyén. A templomot 1641-ben bővítették, ekkor épült a 25 méter magas harangtorony is. Erről egy  Bernardino Veliani akkori plébános által készíttetett felirat emlékezik meg. A szentélyben és az apszis külső részén 16. századi latin glagolita betűs feliratok maradtak fenn.
- Szent Kozma és Damján vértanúk tiszteletére szentelt temploma román stílusú, egyhajós épület az egykori falfestés maradványaival. A templom a 12. században épült, a 18. században átépítették.
- A 12. -13. századi Szent Fábián és Sebestyén templom kis méretű egyhajós épület, homlokzata felett alacsony nyitott római típusú harangtoronnyal.
- A 14. századi Szent Péter templom maradványai a település alatt rejtőznek.